# Тосін Досунму
Тосін Досунму (англ. Tosin Dosunmu, нар. 15 липня 1980, Лагос) — нігерійський футболіст, що грав на позиції нападника.
Виступав, зокрема, за клуб «Жерміналь-Беєрсхот», а також національну збірну Нігерії.
Володар Кубка Австрії. 

## Клубна кар'єра
Народився в Лагосі. Футбольну кар'єру розпочав у клубі «Фьорст Банк», який виступав у третьому дивізіоні. У складі клубу дебютував у 1997 році в 17-річному віці. Влітку 1998 року Досунму переїздить до Бельгії й підписує контракт з «Моленбеком», який на той час виступав у Лізі Жупіле. Його перший сезон у другому дивізіоні пройшов вдало, в його ході він відзначився 10 голами. Однак наступного сезону він втратив своє місце в основі й з'являвся на полі дуже рідко, програвши конкуренцію Полу Кпакі та Іву Бюллінкшу. Через це Тосін відзначився лише двома голами в чемпіонаті. В сезоні 2000/01 років він практично не виходив на поле. Відіграв лише 1 матч та був відправлений до резервної команди. Влітку 2001 року Досунму був відправлений до третьолігового клубу «Дендер». У футболці цього клубу з 20 голами став найкращим бомбардиром чемпіонату, а влітку 2002 року ним почав цікавитися «Андерлехт». Досунму відмовився повертатися до «Моленбеку» й на правах вільного агента підписав 3-річний контракт з «Мехеленом». Перейшовши до «Мехелена», Тосін зіткнувся з фінансовими проблемами, гравці по півроку не отримували заробітної плати й мали право розірвати в односторонньому порядку контракти з клубом. В січні 2003 року Досунму скористався цим правом і залишив команду.
Тосін перейшов до «Вестерло», який виступав у першому дивізіоні. Вже в своєму дебютному поєдинку, 19 січня проти «Андерлехта», відзначився голом у складі нового клубу та допоміг йому здобути неочікувану перемогу з рахунком 2:0. Загалом за весняний період відзначився 7 голами, а його команда була 10-й позиції в турнірній таблиці чемпіонату. Сезон 2003/04 років був дуже успішним для Досунму. Він зіграв 34 матчі в чемпіонаті, в яких відзначився 16 голами. Більше за нього в чемпіонаті забивали лише Луїджі П'єроні (28) та Еміль Мпенза (21). Загалом вся команда «Вестерло» продемонструвала хороший результат і заверщила сезон на 6-му місці. В наступному сезоні Досунму зіграв лише 4 матчі, в яких відзначився 5 голами, але після цього залишив клуб.
У вересні 2004 року «Аустрія» (Відень) викупила контракт Досунму в «Вестерло» за один мільйон євро. Нігерієць зустрів в Австрії свого співвітчизника Рабіу Афолабі. Дебютував у австрійській Бундеслізі у 8-му турі, 12 вересня, в переможному (1:0) матчі проти «Грацера», замінивши на 64-й хвилині Івицю Вастича. Однак сезон у віденському клубі для нього виявився не дуже вдалим. У чемпіонаті він зіграв 23 матчі в яких відзначився лише 4 голами, при цьому в стартовому складі виходив рідко, на поле виходив, в основному, з лави для запасних. У складі «Аустрії» став бронзовим призером чемпіонату, разом з клубом дійшов до 1/4 фіналу Кубку УЄФА, в якому австрійці в двоматчевій дуелі поступилися «Пармі». Загалом, у Кубку УЄФА зіграв 10 матчів (2 — зі стартових хвилин), в яких відзначився 1 голом, у гостьовому матчі проти «Реал Сарагоси» (2:0).
Влітку 2005 року повернувся до Бельгії та підписав контракт з клубом «Жерміналь-Беєрсхот». З цією командою уклав 2-річний контракт і з 18 голами в активі виграв звання найкращого бомбардира Ліги Жупіле. Завдяки його результативності «Жерміналь» завершив чемпіонат на 6-й позиції.
Під час літнього трансферного вікна 2006 року перейшов до «Нансі» за 1,3 мільйони євро. У Лізі 1 дебютував у 1-му турі, 5 серпня, в переможному (1:0) матчі проти «Монако», в якому на 85-й хвилині замінив Гастона Курбело. Через тиждень, на 88-й хвилині матчу проти «Седана», відзначився дебютним голом на французьких полях. З тих пір, однак, він став виходити на поле все рідше й в осінніх турах не відзначився жодним голом. Після 11 зіграних матчів, взимку 2007 року був відданий в оренду до клубу «Зюлте-Варегем». Своєю грою за останню команду знову привернув увагу представників тренерського штабу клубу «Жерміналь-Беєрсхот», до складу якого повернувся влітку 2007 року. Цього разу відіграв за команду з Антверпена наступні чотири сезони своєї ігрової кар'єри. Більшість часу, проведеного у складі «Жерміналь-Беєрсхота», був основним гравцем команди.
Протягом 2010—2012 років захищав кольори клубів МВВ та «Антверпен».
Завершив професійну ігрову кар'єру у клубі «Сінт-Ніклаас», за команду якого виступав протягом 2012—2013 років.

## Виступи за збірну
У 1997 році Досунму було викликано до складу юнацької збірної Нігерії (U-17), яка брала участь в Кубку Меридіана в Португалії. На цьому турнірі був резервним нападником, після Мохаммеда Алію та Хашиму Гарбі.
5 червня 2004 року дебютував у складі національної збірної Нігерії в переможному (2:0) матчі кваліфікації до чемпіонату світу 2006 року проти Руанди. Також був у заявці на матч проти Анголи, який відбувся через два тижні, але на полі в тому поєдинку так і не з'явився. Протягом кар'єри у національній команді, яка тривала усього 1 рік, провів у формі головної команди країни 2 матчі.

## Титули і досягнення
- Кубок Австрії («Аустрія» (Відень)):
  -  Володар (1): 2004/05

- Суперкубок Австрії («Аустрія» (Відень)):
  -  Володар (1): 2004

- Чемпіонат Бельгії («Жерміналь» (Беєрсхот)):
  - Найкращий бомбардир (1): 2005/06